# Jan-Willem Bertens
Jan-Willem Bertens (ur. 23 stycznia 1936 w Maastricht) – holenderski polityk i dyplomata, ambasador, deputowany do Parlamentu Europejskiego III i IV kadencji.

## Życiorys
W 1963 ukończył historię na Katolickim Uniwersytecie w Nijmegen. Przez rok pracował jako nauczyciel w Hengelo, następnie w organizacji NIVE. Od 1966 związany z holenderską dyplomacją. Był sekretarzem ambasady w Urugwaju (1967–1970), doradcą ministra spraw zagranicznych (1970–1971), chargé d’affaires w Sudanie (1971–1974), sekretarzem ambasady na Kubie (1975–1977), rzecznikiem prasowym MSZ (1977–1982), ambasadorem do spraw Ameryki Centralnej z siedzibą w Kostaryce (1982–1988) i ambasadorem tytularnym (1988–1989).
W 1989 i 1994 uzyskiwał mandat posła do Parlamentu Europejskiego jako lider listy wyborczej (lijsttrekker) Demokratów 66. Mandat europosła wykonywał do 1999. Zasiadał we frakcji liberalnej, od 1994 do 1999 był przewodniczącym Podkomisji ds. Bezpieczeństwa i Rozbrojenia. W 2000 objął stanowisko prezesa CLAT Nederland, organizacji wspierającej działalność instytucji społecznych i związkowych w Ameryce Łacińskiej.